# Oribatida
Los oribátidos (Oribatida), antes conocidos como criptostigmados (Cryptostigmata), son un orden de ácaros acariformes del clado Sarcoptiformes.
Los oribátidos son uno de los grupos de artrópodos dominantes en los horizontes orgánicos del suelo donde alcanzan densidades de cientos de miles de individuos por metro cuadrado. Muestras de suelo no degradado pueden proporcionar de 50 a 100 especies de oribátidos. En el suelo promueven el crecimiento de los hongos y las bacterias y contribuyen a formar la microestructura del suelo al añadir sus excrementos.
Los oribátidos tienen cuatro estadios en su desarrollo: larva, tres estadios ninfales y adulto. Se alimentan de una amplia variedad de materiales, como plantas vivas o muertas, hongos, líquenes y carroña; algunos son depredadores, pero ninguno es parásito. Los hábitos alimenticios pueden variar entre los estadios inmaduros y el adulto de la misma especie.
Los oribátidos tienen en general una tasa metabólica baja, desarrollo lento y baja fecundidad; son iteróparos, y los adultos tienen una vida relativamente larga; por ejemplo, en bosques templados, el paso de huevo a adulto oscila entre varios meses y dos años

## Taxonomía
Los oribátidos son probablemente un grupo parafilético con respecto a Astigmata y deberían dividirse en dos grupos; por ejemplo, Desmonomata parecen ser más cercanos a Astigmata que a los demás oribátidos. La nueva taxonomía de los oribátidos está siendo investigada en la actualidad.
La taxonomía de los oribátidos admitida actualmente hasta nivel se superfamilia es:
Suborden PalaeosomataGrandjean, 1969
- Superfamilia Acaronychoidea Grandjean, 1932 (6 géneros)
- Superfamilia Palaeacaroidea Grandjean, 1932 (8 géneros)

Suborden Parhyposomata Balogh & Mahunka, 1979
- Superfamilia Parhypochthonioidea Grandjean, 1969 (3 géneros)

Suborden EnarthronotaGrandjean, 1947
- Superfamilia Hypochthonoidea Berlese, 1910 (8 géneros)
- Superfamilia Brachychthonoidea Thor, 1934 (unos 11 géneros)
- Superfamilia Cosmochthonioidea Grandjean, 1947 (unos 14 géneros)
- Superfamilia Atopochthonioidea Grandjean, 1949 (3 géneros)
- Superfamilia Protoplophoroidea Ewing, 1917 (unos 7 géneros)

Suborden MixonomataGrandjean, 1969
- Infraorden Dichosomata Balogh & Mahunka, 1979

- Superfamilia Nehypochthonioidea Norton & Metz, 1980
- Superfamilia Perlohmannioidea Grandjean, 1954
- Superfamilia Eulohmannioidea Grandjean, 1931
- Superfamilia Epilohmannioidea Oudemans, 1923
- Superfamilia  Lohmannioidea Berlese, 1916

- Infraorden Euptyctima Grandjean, 1967

- Superfamilia  Mesoplophoroidea Ewing, 1917
- Superfamilia Euphthiracaroidea Jacot, 1930
- Superfamilia Phthiracaroidea Perty, 1841

Suborden Holosomata Grandjean, 1969
- Superfamilia Crotonioidea Thorell, 1876
- Superfamilia Nanhermannioidea Sellnick, 1928
- Superfamilia Hermannioidea Sellnick, 1928

Suborden Brachypylina Hull, 1918
- Infraorden Pycnonoticae Grandjean, 1954

- Superfamilia Hermannielloidea Grandjean, 1934 (2 familias)
- Superfamilia Neoliodoidea Sellnick, 1928 (1 familia)
- Superfamilia Plateremaeoidea Trägårdh, 1926 (4 familias)
- Superfamilia Gymnodamaeoidea Grandjean, 1954 (2 familias)
- Superfamilia Damaeoidea Berlese, 1896 (1 familia)
- Superfamilia Polypterozetoidea Grandjean, 1959 (2 familias)
- Superfamilia Cepheoidea Berlese, 1896 (7 familias)
- Superfamilia Charassobatoidea Grandjean, 1958 (3 familias)
- Superfamilia Microzetoidea Grandjean, 1936 (1 familia)
- Superfamilia Zetorchestoidea Michael, 1898 (1 familia)
- Superfamilia Gustavioidea Oudemans, 1900 (8 familias)
- Superfamilia Eremaeoidea Oudemans, 1900 (4 familias)
- Superfamilia Amerobelboidea Grandjean, 1954 (10 familias)
- Superfamilia Eremelloidea Balogh, 1961 (7 familias)
- Superfamilia Oppioidea Sellnick, 1937 (12 familias)
- Superfamilia Trizetoidea Ewing, 1917 (6 familias)
- Superfamilia Otocepheoidea Balogh, 1961 (4 familias)
- Superfamilia Carabodoidea Koch, 1837 (3 familias)
- Superfamilia Tectocepheoidea Grandjean, 1954 (2 familias)
- Superfamilia Hydrozetoidea Grandjean, 1954 (1 familia)
- Superfamilia Ameronothroidea Willmann, 1931 (3 familias)
- Superfamilia Cymbaeremaeoidea Sellnick, 1928 (3 familias)

- Infraorden Poronoticae Grandjean, 1954

- Superfamilia Licneremaeoidea Grandjean, 1931 (6 familias)
- Superfamilia Phenopelopoidea Petrunkevitch, 1955 (1 familia)
- Superfamilia Unduloribatoidea Kunst, 1971 (3 familias)
- Superfamilia Limnozetoidea Thor, 1937 (2 familias)
- Superfamilia Achipterioidea Thor, 1929 (2 familias)
- Superfamilia Oribatelloidea Jacot, 1925 (3 familias)
- Superfamilia Ceratozetoidea Jacot, 1925 (5 familias)
- Superfamilia Zetomotrichoidea Grandjean, 1934 (1 familia)
- Superfamilia Oripodoidea Jacot, 1925 (19 familias)
- Superfamilia Galumnoidea Jacot, 1925 (3 familias)